# Comuna Båstad
Båstad (Båstads kommun) este o comună din comitatul Skåne län, Suedia, cu o populație de 14.275 locuitori (2013).

## Geografie

### Zone urbane
Lista celor mai mari zone urbane din comună (anul 2015) conform Biroului Central de Statistică al Suediei:
| Nr | Zona urbană  | Pop.  |
| -- | ------------ | ----- |
| 1  | Båstad       | 5.146 |
| 2  | Förslöv      | 2.386 |
| 3  | Torekov      | 1.078 |
| 4  | Grevie       | 937   |
| 5  | Östra Karup  | 789   |
| 6  | Västra Karup | 552   |

## Demografie
| \| Evoluția demografică în comuna Båstad, 1970–2015 \| Evoluția demografică în comuna Båstad, 1970–2015 \| Evoluția demografică în comuna Båstad, 1970–2015 \| Evoluția demografică în comuna Båstad, 1970–2015 \| Evoluția demografică în comuna Båstad, 1970–2015 \| \| ----------------------------------------------------------------------------------------------------- \| ------------------------------------------------ \| ------------------------------------------------ \| ------------------------------------------------ \| ------------------------------------------------ \| \| An \| \| \| Locuitori \| \| \| 1970 \| 1970 \| \| 10456 \| 10456 \| \| 1975 \| 1975 \| \| 11160 \| 11160 \| \| 1980 \| 1980 \| \| 12091 \| 12091 \| \| 1985 \| 1985 \| \| 12578 \| 12578 \| \| 1990 \| 1990 \| \| 13577 \| 13577 \| \| 1995 \| 1995 \| \| 14098 \| 14098 \| \| 2000 \| 2000 \| \| 14090 \| 14090 \| \| 2005 \| 2005 \| \| 14044 \| 14044 \| \| 2010 \| 2010 \| \| 14278 \| 14278 \| \| 2015 \| 2015 \| \| 14373 \| 14373 \| \| Sursa: SCB - Statistika Centralbyrån, Folkmängd efter region, civilstånd, ålder och kön. År 1968–2016 \| \| \| \| \| |      |  |           |       |
| Evoluția demografică în comuna Båstad, 1970–2015 |      |  |           |       |
| An |      |  | Locuitori |       |
| 1970 | 1970 |  | 10456     | 10456 |
| 1975 | 1975 |  | 11160     | 11160 |
| 1980 | 1980 |  | 12091     | 12091 |
| 1985 | 1985 |  | 12578     | 12578 |
| 1990 | 1990 |  | 13577     | 13577 |
| 1995 | 1995 |  | 14098     | 14098 |
| 2000 | 2000 |  | 14090     | 14090 |
| 2005 | 2005 |  | 14044     | 14044 |
| 2010 | 2010 |  | 14278     | 14278 |
| 2015 | 2015 |  | 14373     | 14373 |
| Sursa: SCB - Statistika Centralbyrån, Folkmängd efter region, civilstånd, ålder och kön. År 1968–2016 |      |  |           |       |